# El pintor de Flandes
El pintor de Flandes es la primera novela de la escritora española Rosa Ribas. Se trata de una novela histórica de intrigas cuya primera edición fue publicada en enero de 2006 por la editorial Roca (colección Histórica).
La novela desarrolla la leyenda popular sobre los últimos años del conde de Villamediana y su (presunta) relación con el cuadro La degollación de San Juan Bautista, en el que se representa a numerosos miembros de las familias reales europeas en situaciones que bien pueden ser polémicas. Para tal efecto, Villamediana contrata los servicios del joven pintor flamenco, Paul van Dyck, quien descubre poco a poco las intrigas y problemas en los que se ha metido al pintar el retablo.

## Contexto histórico
El cuerpo principal de la novela se desarrolla en Madrid, la capital del Reino de España, en 1622. En estas fechas llevaba un año en el trono el joven rey Felipe IV, aunque la política del reino estaba prácticamente en manos del recién nombrado valido, el conde-duque de Olivares. Este es famoso por no tener escrúpulos a la hora de eliminar a todo aquel que se interpusiera en su camino. Tal es el caso de su antiguo enemigo, el conde de Villamediana, quien no puede soportar la idea que se haya ganado el favor del nuevo Rey. Olivares sabe que el conde de Villamediana está maquinando constantemente intrigas para desprestigiarlo y que cuenta con el apoyo de la reina Isabel; espera una oportunidad para cogerlo.
El punto culminante de la rivalidad entre estos dos hombres se da cuando el príncipe heredero de la Corona inglesa, Carlos,  enamorado de la infanta María Ana, decide viajar a Madrid para pedir su mano (viaje que el mismo conde de Villamendiana secretamente patrocinó). En contra de todo lo imaginado, tanto los reyes españoles, como los ingleses y, muy en especial, el conde-duque de Olivares, veían tal unión como algo imposible, pues el príncipe de Gales era protestante. El conde de Villamediana emprende una de sus más grandes intrigas para, por una parte motivar el romance y por otra, ganarse el favor del Rey al ser él mismo quien ofrezca un motivo clave para evitar el matrimonio.

## Argumento
Paul van Dyck trabaja en el taller de Rubens en Amberes. Si bien es uno de los mejores discípulos de este, no logra obtener su estima y aprecio como lo tiene su hermanastro, Anton van Dyck. Rumiando sus problemas, aparece en el taller un emisario de Madrid, Jorge de Prada, enviado del conde de Villamediana, solicitando un pintor con experiencia y talento en los retratos. Rubens y Anton eligen a Paul para este encargo. Este acepta inmediatamente, viendo así,  pintando independientemente en la capital del reino, la posibilidad de sobresalir.
Ya en Madrid, el conde de Villamediana le indica a Paul la monumental obra que tiene que pintar, el retablo La degollación de San Juan Bautista, una representación de El banquete de Herodes, pero le dice que la mayoría de los retratos se los va a indicar con el paso del tiempo y le pide, le obliga, a guardar absoluto silencio sobre lo que está haciendo. Mientras tanto, Paul entabla amistad con Fernando Crespo, secretario del conde, quien le va mostrando el Madrid de los Austrias y las costumbres e intrigas de la corte. 
Poco a poco, Paul va conociendo más detalles de la obra que está pintando: la mayoría de los presentes son miembros de las principales familias reales europeas. Y además se da cuenta de que el conde reserva la pintura para una ocasión especial, quizá para dar un golpe, pero no sabe a quién ni para qué. Pero esta situación le incomoda. Paralelamente se celebra el aniversario en el trono del joven Rey, y la Reina encarga a Villamediana de los preparativos. Este se propone escenificar su obra cumbre, La gloria de Niquea, para tal ocasión, y pide la colaboración de Paul para pintar la escenografía. Así, Paul ve realizado su sueño de mezclarse con la nobleza y ser conocido. 
En uno de esos días conoce en el Palacio Real de Aranjuez a María de Guzmán, hija del temible conde-duque de Olivares. Charla con ella y esta le pide que la pinte. Paul accede pensando nunca más volvérsela a encontrar. Pero la niña lo espera y él accede. La lleva al taller secreto y la pinta como un personaje más en el retablo. 
Llega el momento de los grandes festejos del aniversario. El conde disfruta de uno de sus mejores momentos, lamentablemente el éxito de la puesta en escena de su comedia se ve truncado al desarrollarse un incendio. Los invitados huyen y él solo consigue salvar a la Reina. Al día siguiente, se corre la voz de que el conde había aprovechado la ocasión para sobrepasarse con ella. La ira del Rey aumentó y ordenó a Olivares una reprimenda para el conde, orden que aquel recibió gustosamente. Villamediana logra escapar con Paul y el cuadro, antes de ser aprehendido, y se refugian en la casa de un buen amigo suyo a las afueras de Madrid, a la espera del momento oportuno de regresar. La carta que se iba a jugar era el cuadro secreto, pero debido a que Paul estuvo ocupado en la escenografía, aún no lo había terminado. En Madrid se queda Fernando al cargo de la casa y recabando las noticias que circulaban sobre el acontecimiento. Los hombres de Olivares cogen a Fernando y la llevan a la hoguera por su supuesta participación en una orgía masculina. Villamediana no hace nada para evitarlo, lo que incita la ira de Paul, ya que él intuye que el conde y Fernando eran amantes. Paul intenta escaparse de la casa donde está prácticamente cautivado y se cae del caballo. El accidente le obliga a guardar cama por un par de semanas, el conde se pone cada vez más nervioso, la obra se retrasa y con ella el posible perdón real. Después de una larga espera, recibe desde Londres la noticia del viaje clandestino del prínicipe de Gales, Carlos, a Madrid. 
Con el príncipe inglés en Madrid cortejando a la infanta María Ana, Villamediana se atreve a regresar a Madrid y hablar con el Rey, brindándole su ayuda total y sus dotes diplomáticas para evitar el casamiento de la infanta con el inglés. El Rey acepta y le perdona. Los días transcurren, el príncipe de Gales y la infanta se encuentran constantemente, a pesar del primer intento de rechazo de parte de ella; el príncipe comienza a ganarse su corazón. Los reyes y el conde-duque de Olivares están impacientes, quieren que el inglés se marche ya, antes de que todo se enrede más y acabe terminando en un conflicto diplomático. El conde de Villamediana disfruta de la situación alargándola, esperando que el cuadro esté terminado: como última instrucción, indica a Paul que la cabeza degollada que presenta la reina Isabel con los senos al descubierto ha de ser la cabeza del príncipe Carlos. Paul entiende inmediatamente el sucio plan del conde y se siente usado, traicionado, pero dentro del peligroso juego, ya que días antes había sido llamado por el conde-duque de Olivares para charlar: este logró informarse sobre la labor del pintor a través de su hija. Diplomáticamente le amenaza, invitándole a pensar su situación y a que le informe lo que realmente trama Villamediana cuando lo considere prudente. Paul termina el cuadro y no lo piensa dos veces: va y le informa a Olivares. Este y el Rey se presentan clandestinamente la noche siguiente en el taller, guiados por Paul y miran la obra... Mandan detener al conde de Villamediana. Ellos mismos se las arreglan para que el príncipe inglés vea el cuadro. Este, ofendido y horrorizado, decide regresar a Londres; el propósito de Villamediana se cumplía, aunque este iba ya camino a su propia “degollación”. A Paul se le manda al destierro de por vida a las Canarias. 
26 años más tarde, Paul recuerda en la isla con sarcasmo e ironía la historia en “compañía” del conde de Villamediana.

## Características literarias
El pintor de Flandes está escrita en tercera persona y de forma no lineal, es decir, la trama no sucede de forma cronológica ordenada, a lo largo de la novela se mezclan episodios de los tres periodos que la constituyen. Generalmente cada capítulo comienza en el presente, con Paul desterrado en las Canarias y recordando el pasado: lo vivido en su juventud en Amberes y el tiempo que pasó en Madrid bajo el mando del conde de Villamediana. 
El estilo de redacción es directo, moderno, con descripciones minuciosas, diálogos justos y abundantes referencias, tanto en la narración como en los diálogos, de los hechos socio-históricos acontecidos en aquel entonces en la Corte española. Los diálogos del conde de Villamediana son más elaborados, extensos y cargados de su valoración de los miembros de la nobleza de aquella época: es de notar su odio acre contra el conde-duque de Olivares, a quien llega hasta componerle un poema muy satírico. 
La autora hace uso de un lenguaje moderno, cuidado, pero inteligible. Se utilizan algunas palabras antiguas, especialmente para describir la vestimenta, los usos y las costumbres de aquella época: jubón, hacer la rúa, mentidero, figón, por ejemplo.

## Espacio
La novela está ambientada en sitios y años diferentes del siglo XVII:
- Las Islas Canarias en 1649: la casa donde vive Paul van Dyck su destierro desde hace 26 años.
- Amberes en enero de 1609 y en enero de 1622: el taller del pintor Rubens
- La villa de Madrid y Aranjuez entre febrero y el invierno de 1622: entre otros sitios, la casa del conde de Villamediana y el Palacio Real de Aranjuez.

## Personajes

### Personajes principales
- Paul van Dyck – pintor flamenco, discípulo de Rubens. Es un joven alto, rubio y de rasgos finos, bastante parecido a Rubens, por lo que se cree secretamente hijo de este (es hijo adoptivo de la familia van Dyck). Desea fervorosamente convertirse en un pintor famoso y así poder obtener lo que su origen no le permite ser. Es respetuoso y trabajador, de carácter algo tímido y sumiso.

- Conde de Villamediana (don Juan de Tassis y Peralta) – poeta y correo mayor del rey Felipe IV, conocido cortesano que era famoso por sus dotes diplomáticas y por sus continuos líos amorosos e intrigas palaciegas en las que se ve metido. Bajo el reinado de Felipe III, fue desterrado dos veces; ganándose nuevamente el favor real. Posee una personalidad propia y bien definida; es un ser creativo, pero su carácter espontáneo, irreverente, fiestero y algo caótico le han deparado muchas situaciones incómodas.

- Fernando Crespo – secretario del conde de Villamediana. Es un joven de rasgos finos y educados movimientos, seguro de sí mismo y hábil en obtener información y en las relaciones con la nobleza y con los hombres. Se llega a convertir en el único amigo de Paul en su estancia en Madrid.

### Personajes secundarios
- Anton van Dyck – hermanastro de Paul. Uno de los discípulos favoritos de Rubens. A él le son permitidos los encuentros y las tertulias con el maestro. Motivo que angustia y envidia Paul por no saberse hijo legítimo.
- Jorge de Prada – emisario del conde de Villamediana. Es enviado a Amberes en búsqueda del pintor para la obra secreta planeada por el conde (elige a Paul van Dyck).
- Frans Snyders – colega de Paul en el taller de Rubens. Es uno de sus únicos amigos en Amberes.
- Miguel – un muchacho aprendiz de pintura de Paul en su taller en la isla. Aunque se empeña en su labor y le demuestra a este un gran aprecio, no tiene talento alguno para la pintura.
- El cambista – un sevillano en las Canarias que da cada tres meses la paga de la Corona a Paul, y le sirve de informador.
- Doña Margarita – hermana del conde de Villamediana. Una señora de edad que demuestra una intensa indiferencia hacia Paul.
- Alegranza – la criada de Paul en su casa de la isla.
- María de Guzmán – hija del conde-duque de Olivares. Una niña solitaria y de carácter raro, que se fija una tarde en Paul y le pide que la pinte. Este accede, la lleva al taller y la pinta en la obra secreta que prepara.
- Ramiro Soto – joven que remplazó a Fernando Crespo, tras su muerte, como secretario del conde de Villamediana.
- Alonso de Cetina – un buen amigo del conde de Villamediana. Ofrece su casa en las afueras de Madrid como refugio a este y a Paul.

## Organización
La obra está dividida en 15 capítulos, que a su vez se dividen en varios episodios, a excepción del primer capítulo. Se incluye un epílogo y una lista de agradecimientos.
- Cap. 1 – La cabeza de gallina
- Cap. 2 – Un encargo de España
- Cap. 3 – Madrid
- Cap. 4 – El favor de la Reina
- Cap. 5 – María de Guzmán
- Cap. 6 – La Gloria de Niquea
- Cap. 7 – La huida
- Cap. 8 – En la hoguera
- Cap. 9 – Una vieja herida
- Cap. 10 – Dos ingleses en una carroza
- Cap. 11 – Pobre infanta
- Cap. 12 – La cabeza de Olivares
- Cap. 13 – Sir Anthony van Dyck
- Cap. 14 – Esto es hecho; confesión, señores
- Cap. 15 – A casa, Miguel